# طواف العالم للدراجات للسيدات 2016

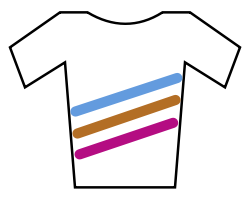

طواف العالم للدراجات للسيدات 2016 (بالإنجليزية: 2016 UCI Women's World Tour)‏ هو سباق دراجات هوائية، وهو الموسم رقم 1 لهذا السباق، وأقيم خلال الفترة من 5 مارس 2016 إلى 11 سبتمبر 2016.
| التاريخ     | البلد            | السباق                                      | الفائز             |
| ----------- | ---------------- | ------------------------------------------- | ------------------ |
| 05 مارس     | إيطاليا          | ستراد بينك للنساء                           | ليزي ديجنان        |
| 12 مارس     | هولندا           | روند فان درينثي كأس العالم                  | شانتال بلاك        |
| 20 مارس     | إيطاليا          | تروفيو ألفريدو بيندا كومون دي سيتيجليو      | ليزي ديجنان        |
| 27 مارس     | بلجيكا           | غنت-وفلجم للنساء                            | شانتال بلاك        |
| 03 أبريل    | بلجيكا           | طواف فلاندرز للنساء                         | ليزي ديجنان        |
| 20 أبريل    | بلجيكا           | فليش والون للنساء                           | أنا فان دير بريغين |
| 06-08 مايو  | CHN              | طواف جزيرة تشونغ مينغ سباق المرحلة          | كلو هوسكينغ        |
| 19-22 مايو  | الولايات المتحدة | طواف أمجين كاليفورنيا - للنساء              | ميغان غوارنير      |
| 05 يونيو    | الولايات المتحدة | دراجات فيلادلفيا الكلاسيكية                 | ميغان غوارنير      |
| 15-19 يونيو | المملكة المتحدة  | طواف النساء                                 | ليزي ديجنان        |
| 24 يوليو    | فرنسا            | La Course by Le Tour de France              | كلو هوسكينغ        |
| 30 يوليو    | المملكة المتحدة  | رايد لندن الكلاسيكي                         | كيرستن وايلد       |
| 21 أغسطس    | SWE              | Course en ligne de l'Open de Suède Vårgårda | إميليا فهلين       |
| 27 أغسطس    | فرنسا            | GP de Plouay                                | يوجينة بوجاك       |
| 11 سبتمبر   | إسبانيا          | La Madrid Challenge by La Vuelta            | جولين ديهور        |
| 19 أغسطس    | SWE              | Open de Suède Vårgårda TTT                  | Boels Dolmans      |